# تپه کپکلو ۱۱۱
تپه کپک لو ۱۱۱ مربوط به دوره اشکانیان است و در شهرستان همدان، بخش مرکزی، دهستان سنگستان، ۳ کیلومتری روستای گرگوز واقع شده و این اثر در تاریخ ۲۳ بهمن ۱۳۸۵ با شمارهٔ ثبت ۱۷۱۳۶ به‌عنوان یکی از آثار ملی ایران به ثبت رسیده است.